# Eupogonius subarmatus
Eupogonius subarmatus là một loài bọ cánh cứng trong họ Cerambycidae.